# Qashqai
Qashqai (pronunțat [ɢæʃɢɒːˈjiː]; în persană قشقایی) este un conglomerat de triburi din Iran format în mare parte din popoare turcice, dar și lurs, kurzi și arabi. Aproape toți vorbesc un dialect turcesc occidental (Oghuz), cunoscut sub numele de limba qashqai, pe care o numesc „turki”, precum și persană (limba națională a Iranului) în uz formal.